# صفرخواجه
صفرخواجه، روستایی از توابع بخش مرکزی شهرستان نظرآباد در استان البرز ایران است.

## جمعیت
این روستا در حاشیه دهستان احمدآباد و در مجاورت روستاهای احمدآباد ، صالحیه و قشلاق قرار دارد و براساس سرشماری مرکز آمار ایران در سال ۱۳۹۰، جمعیت آن ۸۲۲ نفر (۲۴۴ خانوار) بوده است.